# マリア・クリスティーナ・フォン・ザクセン (1770-1851)
マリア・クリスティーナ・アルベルティーナ・カロリーナ・フォン・ザクセン（ドイツ語：Maria Christina Albertina Carolina von Sachsen, 1770年12月7日 - 1851年11月24日）は、サルデーニャ王家サヴォイア家傍系のカリニャーノ公カルロ・エマヌエーレの妃。サルデーニャ王カルロ・アルベルトの母。イタリア語名はマリーア・クリスティーナ・ディ・サッソニア（Maria Cristina di Sassonia）。

## 生涯
かつてクールラント公国の統治者を務めたザクセン公子カール（ポーランド王兼ザクセン選帝侯アウグスト3世の五男）と、ポーランド貴族の娘フランチシュカ・クラシンスカ (pl:Franciszka Krasińska) 伯爵夫人との間に生まれた。両親の結婚は貴賤結婚であったが、母フランチシュカが1775年に神聖ローマ皇帝ヨーゼフ2世から侯妃の称号を授かったことで、帳尻が合わせられた。大勢の家庭教師や養育係の世話を受けて育ち、哲学、地理学、文学、音楽、ダンスに加え、多くの言語（ドイツ語、イタリア語、フランス語、ポーランド語、英語）習得といった幅広い教育を受けた。
1797年10月24日トリノ（又はアウクスブルク）にて、サヴォイア＝カリニャーノ公家の当主カルロ・エマヌエーレと結婚。2人の間には1男1女があった。
- カルロ・アルベルト（1798年 - 1849年）  - カリニャーノ公、のちサルデーニャ王
- マリーア・エリザベッタ（1800年 - 1856年） - オーストリア大公ライナー・ヨーゼフと結婚

結婚から3年後の1800年、夫は同盟者フランス共和国政府を裏切った嫌疑でフランス当局に逮捕され、パリで獄死した。2歳の幼い息子がフランスと夫の本家の治めるサルデーニャ王国に占領されたカリニャーノ公領を母親の後見で治めることになった。マリア・クリスティーナは、後継者不足に悩む本家サヴォイア家からの、息子カルロ・アルベルトを将来の王位継承者候補としてトリノ宮廷に引き取り育てたいという要求に応じず、改革派教会の牧師に息子の教育を委ね、そのおかげでカルロ・アルベルトは自由主義者に育った。
1810年又は1811年2月、愛人だった17歳年下のフランス貴族、第6代リュモン侯爵ジュール・マクシミリアン・ティボー・ド・モンレアル（1787年 - 1865年）と再婚。このときはパリでの民事婚で、1814年6月1日パリのノートルダム＝デ＝シャンプ教会で宗教婚が行われた。2人の間には婚前から含め5人の子があった。
- ジュール・モーリス（1807年 - 1887年） - モンレアル侯、1855年ヴィルヘルミーネ・フィッツジェラルド（ドイツ語版）と結婚
- ベルト・マリー（1809年 - 1823年）
- ルイーズ・バティルド（1811年 - 1831年）
- フレデリック・オーギュスト（1814年 - 1885年） - 自殺
- マルグリット・ジュリー（1822年 - 1832年）

その後、モンレアル一家はウィーンに移住し、1822年夫はオーストリア帝国より世襲の侯位を授けられた。1824年、マリア・クリスティーナは夫と共にガリツィンベルクの地所を購入し、ガリツィンベルク城を改装して住居とした。
1851年に死去。夫のモンレアル侯は1865年9月フェリシテ・ド・ラ・トレモイユ公女（1836年 - 1915年）と再婚したが、その1か月後に死去した。
1897年、ウィーン第17区ヘルナルスの通りの1つが、マリア・クリスティーナに因みサヴォイア通り（Savoyenstraße）と名付けられた。

## 引用・脚注
1. ↑  fr:Marie-Christine de Saxe
2. ↑  en:Princess Maria Christina of Saxony (1770–1851)
3. 1 2  Felix Czeike: Historisches Lexikon Wien, zitiert in Montleart im Wien Geschichte Wiki der Stadt Wien
4. ↑  Moritz und dessen Frau Wilhelmine sind Fürst(in) Montléart gemäß Österreichisches Biographisches Lexikon
5. ↑  ルイ＝スタニスラ・ド・ラ・トレモイユ（フランス語版）公子の娘。
6. ↑  Paul Theroff. “La TRÉMOÏLLE”.   Paul Theroff's Royal Genealogy Site. 2020年1月2日閲覧。